# Ferrari Tipo 500
El Ferrari Tipo 500 era un coche de Fórmula 2 diseñado por Aurelio Lampredi. Para la temporada 1952 de Fórmula 1 la FIA anunció que el mundial sería con coches de especificación Fórmula 2 después de la retirada de Alfa Romeo de la competición automovilística.
Ferrari era el único equipo en tener un coche específicamente diseñado para este nuevo tipo de Fórmula, propulsado por un motor de cuatro cilindros en línea montado detrás del eje delantero, mejorando así la distribución del peso.
Alberto Ascari pilotó este coche, con el que obtuvo su primer campeonato del mundo, ganando todas las carreras menos una con este modelo. La única carrera que no ganó fue debido al hecho que pilotaba una unidad con motor de 4,5 litros de Ferrari en el Indianapolis 500, en una carrera en la que no llegó a dar ninguna vuelta. La siguiente temporada, Ascari ganó su segundo mundial de pilotos, y Ferrari se impuso en todas las carreras menos la última, ganada por Juan Manuel Fangio que volvía a la competición después de un accidente en donde su cuello sufrió lesiones.
Ascari consiguió ganar 9 carreras seguidas con el 500, un récord que todavía aún está presente en nuestros días. El 500 ganó todas menos una carrera desde que entró en activo, haciendo de este el coche más exitoso en la historia de la Fórmula 1.
En la serie animada Pocoyó, el personaje principal Pocoyó maneja un 500 de color rojo, que tiene el número 1 en color Blanco.

## Imágenes
|  |  |

## Resultados

### Fórmula 1
(Clave) (negrita indica pole position) (cursiva indica vuelta rápida)

| Año     | Motor      | Neu. | Pilotos         | 1         | 2   | 3   | 4   | 5   | 6   | 7   | 8   | 9   |
| ------- | ---------- | ---- | --------------- | --------- | --- | --- | --- | --- | --- | --- | --- | --- |
| 1952    | 500 2.0 L4 | P    |                 | SUI       | 500 | BEL | FRA | GBR | GER | NED | ITA |     |
| 1952    | 500 2.0 L4 | P    | Giuseppe Farina | Ret/ Ret‡ |     | 2   | 2   | 6   | 2   | 2   | 4   |     |
| 1952    | 500 2.0 L4 | P    | Piero Taruffi   | 1         |     | Ret | 3   | 2   | 4   |     | 7   |     |
| 1952    | 500 2.0 L4 | P    | André Simon     | Ret‡      |     |     |     |     |     |     | 6   |     |
| 1952    | 500 2.0 L4 | P    | Alberto Ascari  |           |     | 1   | 1   | 1   | 1   | 1   | 1   |     |
| 1952    | 500 2.0 L4 | P    | Luigi Villoresi |           |     |     | DNP |     |     | 3   | 3   |     |
| 1953    | 500 2.0 L4 | P    |                 | ARG       | 500 | NED | BEL | FRA | GBR | GER | SUI | ITA |
| 1953    | 500 2.0 L4 | P    | Alberto Ascari  | 1         |     | 1   | 1   | 4   | 1   | 8‡  | 1   | Ret |
| 1953    | 500 2.0 L4 | P    | Giuseppe Farina | Ret       |     | 2   | Ret | 5   | 3   | 1   | 2   | 2   |
| 1953    | 500 2.0 L4 | P    | Mike Hawthorn   | 4         |     | 4   | 6   | 1   | 5   | 3   | 3   | 4   |
| 1953    | 500 2.0 L4 | P    | Luigi Villoresi | 2         |     | Ret | 2   | 6   | Ret | 8‡  | 6   | 3   |
| Fuente: |            |      |                 |           |     |     |     |     |     |     |     |     |